# Westhouse
Westhouse település Franciaországban, Bas-Rhin megyében. Lakosainak száma 1638 fő (2022. január 1.). Westhouse Bolsenheim, Kertzfeld, Niedernai, Sand, Uttenheim, Valff és Zellwiller községekkel határos.

## Népesség
A település népessége az elmúlt években az alábbi módon változott:
| Lakosok száma | 1475 | 1545 | 1550 | 1515 | 1543 | 1571 | 1599 | 1624 | 1638 |
|               | 2013 | 2015 | 2016 | 2017 | 2018 | 2019 | 2020 | 2021 | 2022 |